# Патрік Вотсон
Патрік Вотсон (анг. Patrick Watson  народився 8 жовтня 1979) — канадський співак і автор пісень американського походження з Монреаля, Квебек. Він також є учасником однойменного гурту, чию суміш кабаре-попу й класичної музики з інді-роком порівнювали з Руфусом Вейнрайтом, Ендрю Бердом, Ніком Дрейком, Джеффом Баклі та Pink Floyd за його експериментальне музичне мистецтво. Альбом Патріка Вотсона Close to Paradise був удостоєний музичної премії Polaris у 2007 році.

## Рання біографія
Вотсон народився в Ланкастері, штат Каліфорнія, у родині канадців і виріс у Гудзоні, штат Квебек, і навчався в коледжі Нижньої Канади. Живучи в Гудзоні, Вотсон працював аналітиком води в басейнах і гідромасажних ваннах у Piscines et Spas Hudson. Він почав свою музичну кар'єру в середній школі як учасник ска-гурту Gangster Politics. Патрік також вивчав музику в коледжі Ваньє в Монреалі.

## Сольна кар'єра

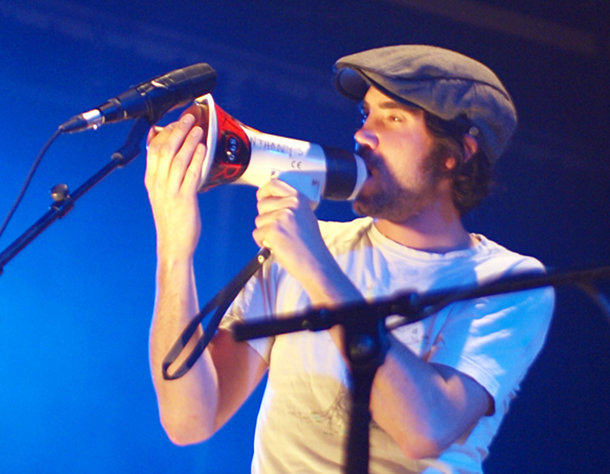
Вотсон співає в мегафон, коли його голос деформувався і повторювався, під час виступу в 2009 році.

Вотсон був співавтором кількох пісень з альбому The Cinematic Orchestra 2007 року Ma Fleur, включаючи першу пісню "To Build a Home". Його ремікс "Missing Home" на пісню Champion "Guy Doune" з альбому Champion 2006 року The Remix Album досяг першого місця в чарті R3-30 CBC Radio 3 на початку 2007 року.
Вотсон гастролював з кількома артистами, зокрема Джоном Кейлом, The Cinematic Orchestra, Cold War Kids, Амоном Тобіним, The Dears, Feist і Джеймсом Брауном. У вересні 2009 року його музика стала безкоштовним «вибором тижня» у «Старбакс», а потім знову в червні 2015 року.

## Патрік Вотсон (гурт)
Після створення музики та випуску альбомів у різних стилях, Вотсон створив групу з гітаристом Саймоном Енджеллом, перкусіоністом Роббі Кустером і басистом Мішкою Стейном. Група виступала з такими артистами, як Джеймс Браун, The Dears, Філіп Ґласс і The Stills .
В інтерв'ю Вотсон сказав про свій гурт:
Тож ми як гурт звемося Патрік Вотсон. Все почалося з того, що спочатку, кілька років тому, нас попросили написати музику до книги фотографій. Створивши компакт-диск із усіма цими зображеннями, ми подумали, що було б цікаво зробити це наживо, і це спрацювало дуже добре, і люди злякалися.
На той момент ми насправді не думали, що станемо гуртом, але за п’ять-шість років ми дійшли до моменту, коли змінити назву стало дуже важко. Важко було знайти ім’я, яке б нам підходило, особливо тому, що у нас був такий еклектичний музичний стиль. Другий альбом був якоюсь серединою, і ось ми перед цим третім альбомом, який набагато більше орієнтований на пісні. 
Гурт був номінований на «Новий виконавець року» на Juno Awards 2007 року .  Того ж року Вотсон і Каролін Даверна були номіновані на премію Genie Award за найкращу оригінальну пісню на 27-й церемонії вручення нагород Genie Awards у 2007 році за пісню «Trace-moi» із фільму «Прекрасний звір» (La Belle bête).
10 липня 2007 року альбом "Close to Paradise" увійшов до короткого списку музичної премії Polaris 2007.   24 вересня його оголосили переможцем. Альбом 2009 року "Wooden Arms" став фіналістом премії 2009 року .
Гурт добре відомий тим, що використовує незвичайні предмети для створення звуків у своїй музиці; наприклад, Вотсон «розіграв» велосипед у студії для пісні «Beijing», а перкусіоніст Роббі Кастер використав дві ложки, щоб створити ефект тремоло на акустичній гітарі на початку пісні «Man Like You».
Після кількох років міжнародних гастролей, включаючи концерти в таких віддалених регіонах, як Пекін із Split Works у 2010 році , гурт повернувся до Монреаля у 2011 році, щоб записати свій четвертий студійний альбом "Adventures in Your Own Backyard", який був випущений у квітні 2012 року. Альбом знаменує собою тонкий зсув у стилі гурту до більш простого та менш експериментального звучання, описаного одним критиком як «мрійлива ванна камерної поп-музики та вишуканого кабаре, менш крихка без кухонного посуду чи перкусії на колесах велосипеда Wooden Arms і трохи більш обґрунтований, ніж Close to Paradise".  До виходу альбому гурт виступав у South by Southwest в Остіні, штат Техас, де журнал Rolling Stone назвав їх одним із 25 «виконавців, яких не можна пропустити» на фестивалі. Гурт гастролював на підтримку нового альбому з квітня по липень 2012 року.
У вересні 2013 року Вотсон створив футболку для проекту Yellow Bird Project, щоб зібрати гроші для Cape Farewell, організації, яка має на меті підвищити культурну обізнаність про зміну клімату. 
"Love Songs for Robots", п'ятий студійний альбом гурту, вийшов 12 травня 2015 року.
"Wave", шостий альбом гурту, вийшов 18 жовтня 2019 року. Цей альбом ознаменував відхід давнього перкусіоніста гурту Роббі Кустера. Кустер разом із басистом Мішкою Стейном створили новий музичний гурт Black Legary.  Вони також є частиною іншої нової групи, Colonel Sun.  

## У масовій культурі
Пісня «The Great Escape» була показана в епізоді 16 третього сезону «Анатомії Грей», який вийшов в ефір 15 лютого 2007 року, в рекламі Tropicana Canada, у фільмі «Один тиждень» з Джошуа Джексоном, у фільмі 2010 року «Висока вартість життя», у фіналі 2 сезону «Світ Дженкса», у фільмі 2008 року «Мама в перукарні» (Maman est chez le coiffeur), а також була використана для фіналу телешоу ReGenesis. Також пісня «Noisy Sunday» прозвучала на прем’єрі 3 сезону серіалу «Ходячі мерці» та в інді-фільмі 2012 року «Уражене блискавкою» . Пісні «Big Bird in a Small Cage», «Into Giants», «Blackwind» і «Lighthouse» прозвучали у фільмі The F Word 2013 року. Пісня «Good Morning Mr. Wolf» була показана в сезоні 3, епізоді 10 Рея Донована в 2015 році.
У 2008 році Вотсон створив повний саундтрек до франко-канадського фільму «Це не я, клянуся!» (C'est pas moi, je le jure! ). Саундтрек було створено спільно з Елі Дюпюї та зіркою фільму, якій на той момент було 12 років.
Пісня «Lighthouse» з альбому Adventures in Your Own Backyard була показана в телешоу American Idol, Haven, The Blacklist і The Disappearance на додаток до фільму Іва Сен-Лорана. Пісня також звучала в рекламі Ikea у Великобританії.
Пісня «Words in the Fire» була семплом 2012 року в хіт-синглі нігерійського хіп-хоп виконавця MI ABAGA під назвою «Ashes» на згадку про чотирьох студентів, які були вбиті під час неспровокованого нападу того ж року.
Пісня «that home» також з’явилася в п’ятій серії другого сезону американського серіалу «Костюми».
«To Build a Home» було показано у відеогрі Steep 2016 року, у фіналі 5 сезону оригінального серіалу Netflix «Помаранчевий —  хіт сезону» у 2017 році, а також у кінці епізоду серіалу «Це — ми» 23 січня 2018 року.
1 січня 2018 року пісня «Love Songs for Robots» була показана в 4 епізоді 3 сезону драматичного серіалу Netflix Lovesick .
У 2020 році пісня «Here Comes the River» була використана в кінці 6 епізоду The Walking Dead: World Beyond .

## Дискографія
Студійні альбоми
- Waterproof9 (2001)
- Just Another Ordinary Day (2003)
- Close to Paradise (2006)
- Wooden Arms (2009)
- Adventures in Your Own Backyard (2012)
- Пісні про кохання для роботів (2015)
- Love Songs for Robots (2016)
- Wave (2019)
- Better in the Shade (2022)

Сингли
- «Sit Down Beside Me» (2010)
- «Je te laisserai des mots» (2010), BPI : срібло
- «Turn Into the Noise» (2015)
- «Broken» (2017)
- «Melody Noir» (2018)
- «Mélancolie» (2018)
- «Dream for Dreaming» (2019)
- «Lost with You» (2020)
- «A Mermaid in Lisbon» (2021)

## Зовнішні посилання
- Офіційний сайт